# Wildgravi
Wildgravi fou un títol de la noblesa alemanya que van tenir diversos senyors feudals del Sacre Imperi Romanogermànic. Es va estendre per diverses sublínies entre elles les principals les que foren després prínceps imperials de Salm-Salm i Salm-Kyburg.
El nom es deriva de la paraula wild (salvatge) i graf (comte), que assenyalava que era un territori boscos o muntanyós amb poc desenvolupament urbà (wildgraviat). El van portar diversos senyors de l'imperi i era equivalent en rang a comte.

## Llista de comtes
- Wild und Rau 961-1140
- Wild 1140-1323
- Rau 1140-? (a Wild)
- Wild-Kyburg (I) 1323-c.1350
- Wild-Daun 1323-c.1350
- Wild-Schmitburger c. 1350 (per divisió de Wild-Kyburg) (a Wild-Kyburg)
- Wild-Kyburg (II) c. 1350-1409 (al Wild und Rhein)
- Wild und Rhein (sorgida c. 1350, any en què Rhein hereta Wild Daun) c. 1350-1520
- Wild-Rhein-Daun 1520 1574
- Wild-Rhein-Kyburg 1520-1545
- Morchingen 1545-? (c. 1554)
- Kyburg 1545-? (c. 1554)
- Morchingen-Kyburg 1554-1607
- Salm (I) 1574-?
- Rheingrafenstein (Grumbach) 1574-1797 (a França 1797)
- Dhaun 1574-1797 (a França 1797)
- Salm (II) ?-1738 (sorgida de Salm I) (a Hooustraten 1738, reanomenada Salm-Salm)
- Neufuiller ?-1676 (sorgida de Salm I)
- Hooustraten (Salm-Salm) 1676-1811 (a França 1793-1803)
- Salm-Horstmar 1803-1811
- Leuze (Salm-Kyburg) 1676-1798
- Morchingen 1607-1681
- Kyburg 1607-? (a Mordchingen)
- Thronecken 1607-1688 (extinta 1688, litigi 1688-1701)
- Les possessions d'aquesta darrera línia es van repartir entre les altres subsistents: Salm (II), Salm-Salm, Salm-Kyburg, Rheingrafenstein i Dhaun.